# Långviken
Långviken este o arie protejată (arie specială de conservare — SAC, sit de importanță comunitară — SCI) din Finlanda întinsă pe o suprafață de 100 ha, integral pe uscat.

## Localizare
Centrul sitului Långviken este situat la coordonatele 60°08′26″N 21°33′11″E / 60.1406°N 21.5531°E.

## Înființare
Situl Långviken a fost declarat sit de importanță comunitară în martie 2012 pentru a proteja un număr necunoscut de specii din flora spontană și fauna sălbatică aflate în arealul zonei. Situl a fost protejat și ca arie specială de conservare în aprilie 2015.

## Biodiversitate
Situată în ecoregiunea boreală, aria protejată conține 1 habitat natural: Golfuri mici înguste din Baltica boreală.
La baza desemnării sitului se află un număr nedeclarat de specii protejate.